# Robert Maigret
Robert Maigret (1508 - 1568) fou un músic francès que deixà inspirades cançons a quatre veus, algunes de les quals foren publicades en el Recueil des recueils composés à quatre parties par plusieurs autheurs (París, 1565).